# چری‌وود ویلیج سینت متیوز، کنتاکی
چری‌وود ویلیج سینت متیوز (به انگلیسی: Cherrywood Village) یک منطقهٔ مسکونی در ایالات متحده آمریکا است که در شهرستان جفرسون، کنتاکی واقع شده‌است. چری‌وود ویلیج سینت متیوز ۰٫۲ کیلومتر مربع مساحت و ۳۲۷ نفر جمعیت دارد و ۱۷۰ متر بالاتر از سطح دریا واقع شده‌است.